# Braintree Town FC
Braintree Town FC is een Engelse voetbalclub uit Braintree (Essex). De club speelt in de National League.

## Geschiedenis
De club werd in 1898 opgericht als Manor Works FC als team van de Crittall Windows Ltd. In 1921 werd de naam in Crittall Athletic FC veranderd en rond 1968 in  Braintree & Crittall Athletic FC. In 1981 werden alle banden met Crittall verbroken en werd de club omgedoopt tot Braintree FC. Sinds 1982 speelt de club onder haar huidige naam.
In 2006 werd de Isthmian League Premier Division gewonnen. In 2011 werd de club kampioen in de Conference South en promoveerde naar de Conference National. Na een aantal seizoenen op dit niveau degradeerde Braintree echter weer naar de National League South, na in het seizoen 2016/17 op de tweeëntwintigste plaats te zijn geëindigd. Het seizoen 2017/18 leverde voor Braintree een zesde plaats op in de National League South, wat recht gaf op deelname aan de play-offs om promotie. In de eerste twee rondes werd afgerekend met Hemel Hempstead Town en Dartford. In de finale versloeg Braintree Hampton & Richmond Borough na een strafschoppenserie met 4-3. Het volgende seizoen degradeerde de ploeg echter weer. In 2024 keerde de ploeg via de play-offs weer terug op het vijfde niveau.